# Furtună pe mare
Furtună pe mare este o pictură în ulei pe lemn realizată în 1569 de Pieter Bruegel. Astăzi expusă la Muzeul de Istorie a Artei din Viena din Viena.

## Descriere
În trecut au apărut îndoieli cu privire la atribuirea acestui tablou lui Bruegel: a fost menționat numele lui Joos de Momper, un pictor peisagist care a devenit maestru în bresla din Anvers din 1581. Cu toate acestea, nu numai că această pictură este superioară oricărei lucrări realizate de de Momper, dar și asemănarea cu un desen realizat de Bruegel și originalitatea compoziției sale și delicatețea execuției au făcut ca lucrarea să fie acceptată ca fiind o lucrare de-a lui Bruegel, eventual lăsată neterminată la moartea sa.